# Partenogeneze

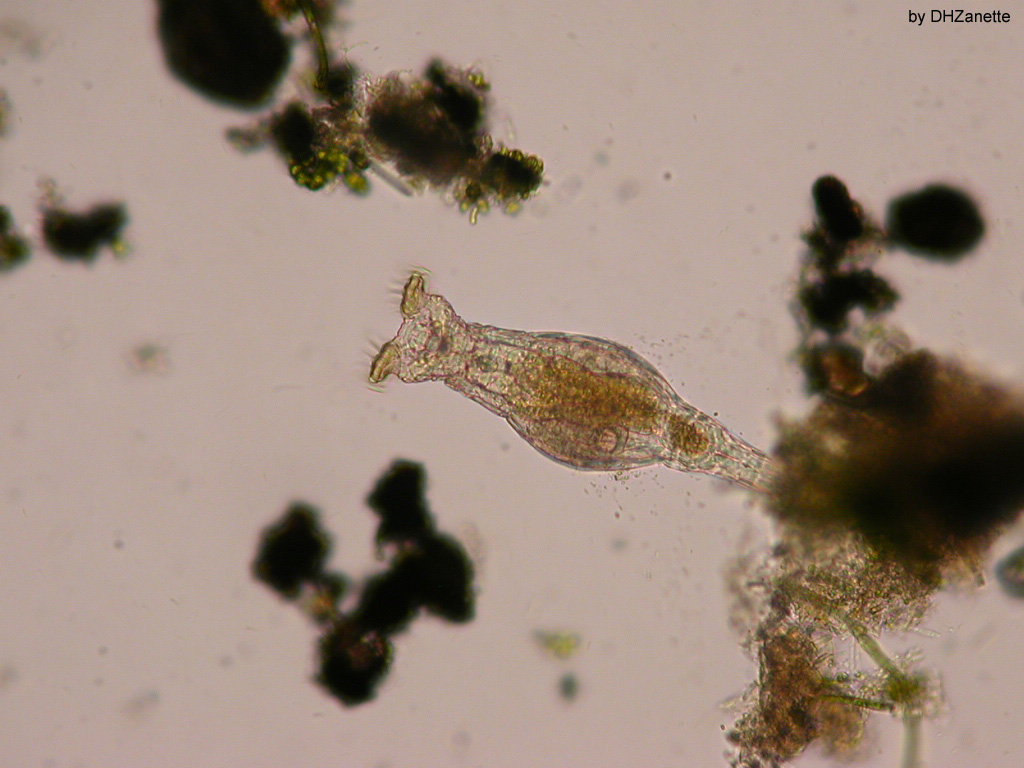
Pijavenky se rozmnožují výhradně partenogeneticky

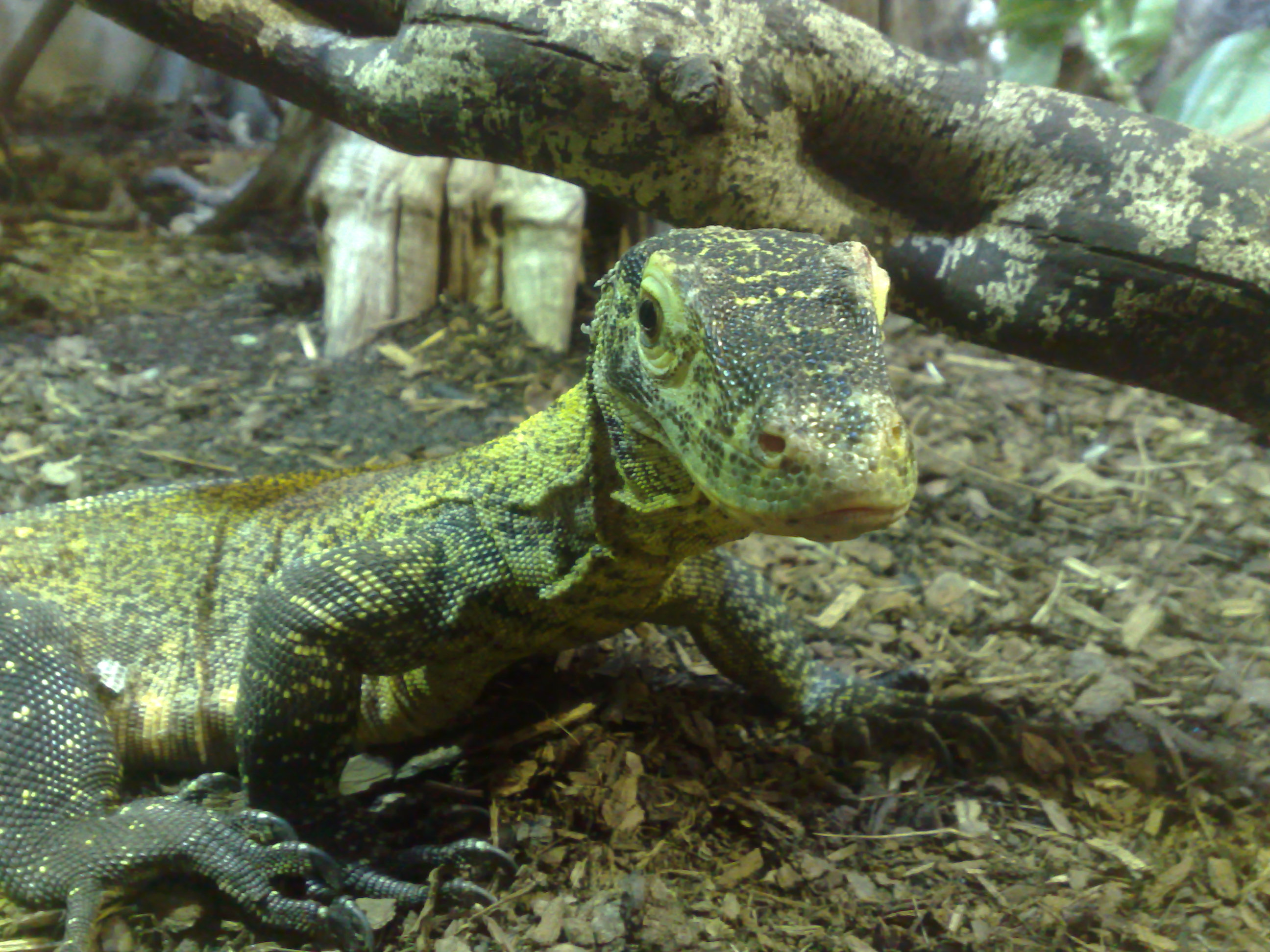
Varan komodský se dokáže rozmnožovat partenogeneticky

Partenogeneze (také unisexuální reprodukce, samobřezost nebo pannobřezost, z řečtiny παρθένος, parthénos, "panna" + γένεσις, génesis, "stvoření") znamená vývin nového jedince ze samičího vajíčka neoplozeného samčí pohlavní buňkou. Je principiálně podobná u rostlin i u živočichů, ale u rostlin se spíše označuje jako apomixie.

## Historie
Objev partenogeneze byl učiněn u včel na konci 18. století. Prvním průkopníkem byl český katolický  kněz, zemědělský odborník a včelař Josef Antonín Janiš, objev byl později historicky připsán polskému knězi Janu Dzierżonovi, který ji lépe popsal. Janiš v roce 1789 opravuje názor katolického kněze Širacha (člena významné lužické včelařské společnosti), že i neoplodněná včelí matka klade vajíčka, ze kterých se líhnou dělnice. Janiš pokusem dokázal, že neoplozená matka, stejně jako kladoucí dělnice (trubčice) plodí jedině trubčí vajíčka. Partenogenezi se zabýval i slavný přírodovědec a zakladatel genetiky Gregor Mendel, společně s Janem Dzierżonem čelili nepochopení z církevních kruhů. 

## Výskyt partenogeneze
Partenogeneze nemusí být jediná možnost rozmnožování u daného druhu, ačkoliv např. u pijavenek tomu tak je. Mšice se tedy například mohou rozmnožovat obyčejně (do horších podmínek je třeba genetická různorodost), ale za dobrých podmínek v létě se množí partenogeneticky (genetické vady se však mohou přenést na potomky). Včelí trubec se rodí z neoplozeného vajíčka (buď královny nebo z vajíčka trubčic, dělnic, které jsou schopné klást vajíčka, vždy neoplozená).
U obratlovců není partenogeneze příliš častá. Byla však popsána např. u dvou druhů žraloků.[nedostupný zdroj] Jeden z mála partenogenetických hadů je slepák květinový, partenogeneze byla prokázána i u hroznýše královského, varana komodského, a kondora kalifornského.
U savců se partenogeneze přirozeně zřejmě nevyskytuje. Je však možné vytvořit embryo partenogenetické myši uměle, a to fúzí dvou jader ze samičích pohlavních buněk (oocytů). Pokud je změněna exprese několika genů ovládajících imprinting, tyto myši dokonce dožijí až do dospělosti a jsou plně plodné.
U hmyzu se takto rozmnožuje např. kobylka sága, cvrčík mravenčí nebo Micromalthus debilis.

## Dělení partenogeneze
- thelytokie – z neoplozeného vajíčka se vyvíjí jen samice (např. slepák květinový, rak mramorovaný[15], včela medonosná kapská, zdobnatká lipová)
- arrhenotokie – protiklad thelytokie, vyvíjejí se jen samci (např. včelí trubec, varan komodský)

## Partenogenezi podobné případy
- gynogeneze – samčí pohlavní buňky jsou sice přítomny, ale nesplynou, jen spouštějí vývin neoplozeného vajíčka (př. brouk vrtavec)
- hybridogeneze – jev přítomný v rozmnožování u skokana zeleného